# Atol Johnston

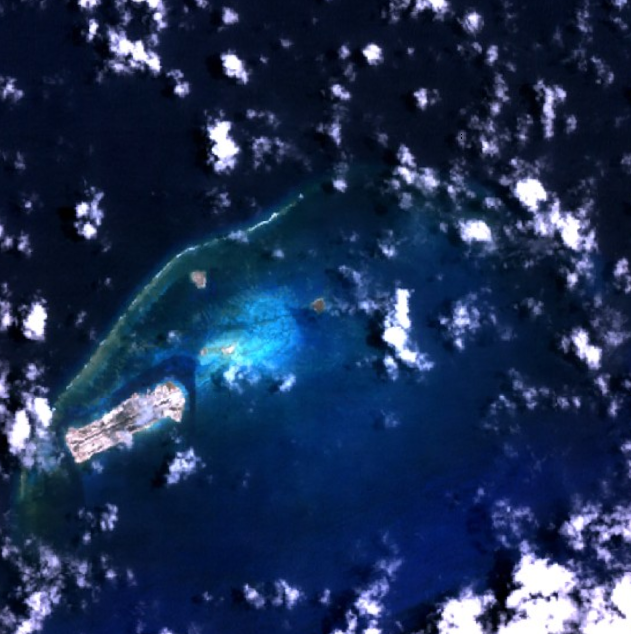
Vista aérea

O Atol Johnston (em inglês:  Johnston Atoll), também conhecido pelos nativos Havaianos como Atol Kalama, localizado em posição estratégica no Oceano Pacífico, próximo do Havaí, é um território externo dos Estados Unidos, administrado conjuntamente pelo Departamento de Defesa norte-americano e pelo Departamento do Interior, Pesca e Vida Selvagem do país. Já foi usado como local para testes de armas nucleares, razão pela qual é fechado à visitação pública. Também abriga depósitos de armas químicas.

## História

O crescimento do atol. 0,1 milhas náuticas = 185,2 metros.

Descoberto pelo britânico Charles J. Johnston em 1807, o atol permanece desabitado até 1858, quando é reivindicado pelo Havaí e pelos Estados Unidos, interessados em seus depósitos de guano – acúmulo de fosfato de cálcio resultante de excrementos de aves da região. Com a anexação do Havaí pelos Estados Unidos, em 1898, confirma-se a soberania norte-americana. Nessa época, a maior parte do guano já havia sido removida. Durante a Segunda Guerra Mundial, o atol serve de base aérea e, em 1958, passa a ser usado para testes nucleares. Mais tarde, os norte-americanos constroem um depósito de armas químicas, para onde levam, em 1989, 
bombas contendo 400 toneladas de gás asfixiante. Pressão de nações da Oceania levam os 
Estados Unidos a aceitar, em 1991, a visita de cientistas para verificar as condições de segurança do atol. Segundo o governo dos EUA, os depósitos foram destruídos em dezembro de 2000 e o local deverá ser transformado numa reserva ecológica. 
Em março de 2002, um estudo do Instituto de Energia e Pesquisa Ambiental (Ieer), baseado em 
pesquisas do Instituto Nacional do Câncer dos Estados Unidos, conclui que as radiações liberadas pelos testes nucleares causaram 80 mil casos de câncer só no país. As pesquisas incluíram os testes do atol Johnston e constataram que mesmo pessoas a milhares de 
quilômetros de distância dos locais de explosão podem ter sido afetadas.

## Dados gerais
Área – 2,6 km². 
População – 174 (1990). 
Idioma – inglês. 

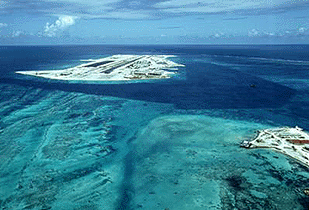
Vista áerea oblíqua do atol, desde o nordeste.

Administração – Departamento do Interior, Pesca e Animais Selvagens e Departamento de 
Defesa dos Estados Unidos